# Машен (стандартная серия Великобритании)
Серия почтовых марок «Машен» — основная серия стандартных почтовых марок в Великобритании на протяжении большей части правления Елизаветы II, с 1967 года до самой её смерти в 2022 году. Выпущенная 5 июня 1967 года, она стала второй серией за время её правления, придя на смену серии «Уайлдинг». Последний выпуск вышел 4 апреля 2022 года, за четыре месяца до смерти королевы 8 сентября.[1]
Почтовые марки авторства Арнольда Машена представляют собой просто скульптурный профиль королевы и номинал, и при этом почти всегда выполнены в одном цвете.
За пять десятилетий своего существования эта серия подверглась практически всем изменениям и новшествам в британской отрасли печати почтовых марок. Это способствовало развитию обширного рынка формирующих специализированные коллекции филателистов и сопутствующей литературы.
В 1984 году на монетах Великобритании изображение Елизаветы II работы Арнольда Машена 1964 года было заменено изображением выглядящей старше королевы авторства Рафаэля Маклуфа (Raphael Maklouf). Однако изображение королевы на стандартных марках Великобритании не было заменено после 1967 года, причём она лично сама отвергла последние предложения об их замене.[1]

## Предыстория
С момента восшествия на престол Елизаветы II в 1952 году на стандартных сериях присутствовала фотография королевы в три четверти, сделанная Дороти Уайлдинг. Это же изображение также появлялось на памятных марках.[1] Однако рисунок Уайлдинг не нравился некоторым художникам. В письме от апреля 1961 года Майкл Гоэман и Фейт Жак (Faith Jacques) утверждали, что он представляет королеву, но не монархию. Они жаловались, что он вызывает затруднения у художников памятных марок, поскольку эта фотография занимает треть площади марки и навязывает перспективу двухмерному рисунку.[2]
Обсуждались некоторые новые рисунки, но опасения по поводу технических аспектов (фотография или картина, вдохновлённая фотографией) задержали проведение полноценного конкурса для художников до 1965 года. Генеральный почтмейстер Тони Бенн и художник Дэвид Джентльмен потерпели неудачу в попытках заменить изображение головы королевы на название страны («Great Britain» или «U.K.»)[1], но им было разрешено изучить временные решения проблем с изображением головы королевы на памятных марках. Это устранило бы уникальное положение Великобритании как единственного современного эмитента почтовых марок, на марках которого не указано название страны, поскольку именно Великобритания была первоначальным создателем почтовой марки в 1840 году. В 1966 году Джентльмен создал небольшой одноцветный профиль на основании монеты авторства Мэри Гиллик (Mary Gillick).[2] Этот проект ждал до миниатюризации нового изображения для стандартных марок, которое Консультативная комиссия по почтовым маркам (SAC) 13 января 1965 года рекомендовала Генеральному почтмейстеру выбрать из числа профилей и гравированных изображений на основе какой-либо фотографии.[3]
Первые эссе были представлены Эндрю Рестоллом (Andrew Restall) и Арнольдом Машеном при содействии типографии «Harrison and Sons». Они работали на основе фотографий Энтони Бакли (Anthony Buckley), а затем на основе фотографий лорда Сноудона, мужа сестры королевы.[1] Машен только что закончил работу над новым изображением для монет на основе фотографий этого фотографа. Конкурс начался с официального приглашения большего числа художников летом 1965 года[2], но на совещании 26 января 1966 года члены Консультативной комиссии по почтовым маркам решили позволить продолжить работу над рисунком только Джентльмену и Машену.[3][4]
Метод Машена заключался в создании рельефа в глине и формах, которые он перерабатывал и корректировал в зависимости от требований SAC. Затем типография «Harrisons & Sons» выполнила печать эссе по фотографиям скульптуры, а Машен внёс дополнения и украшения. Он быстро решил упростить изображение, оставив только королеву в бриллиантовой диадеме и эмблемы с изображением букетов национальных цветков, подобно серии «Уайлдинг». Однако и от этих цветов отказались: в конечном итоге на рисунке Машена остался только профиль королевы и номинал почтовой марки.[1][2]
В марте 1966 года Консультативная комиссия по почтовым маркам приняла решение обеспечить Джентльмена и Машена новыми фотографиями королевы. Их сделал Джон Хеджкоу (John Hedgecoe) 22 июня. Елизавета II отобрала фотографии для передачи художникам, и Джентльмен продолжил работу над «фотографической альтернативой» скульптуре Машена.[1]
Во второй половине 1966 года Машен заменил тиару на государственную диадему Георга IV по просьбе SAC, ту же диадему, которая ранее была изображена на «Чёрном пенни».[1] Королева попросила добавить корсаж внизу её шеи на скульптуре.[2] Окончательная скульптура представляет собой прямоугольник из гипса, 40,6 см в длину и 35,6 см в ширину.[3]
После окончательной корректировки гипсового изображения и освещения во время фотосъемки были созданы четыре изображения. Они были представлены филателистам на почтовых марках, выпущенных до перехода на десятичную денежную систему, первые из которых были выпущены 5 июня 1967 года.[1]
Что касается исходных цветов, Машен рекомендовал использовать более чёткое изображение на одноцветном фоне.[1] Марка номиналом 4 пенса («4d») была окрашена в тёмно-коричневый цвет по образцу «чёрного пенни» и по просьбе самой королевы.[2] Однако почтовое ведомство не в полной мере уважало взгляды Машена и в первые годы выпуска серии также выпустило двухцветные марки и марки с плавно переходящим от светлого к тёмному фоном.

## Процесс изменения серии
С филателистической точки зрения марки серии «Машен» гораздо сложнее, чем может показаться на первый взгляд, учитывая их простой дизайн: известно более пяти тысяч разновидностей цветов, номиналов, клея, фосфорных полос, светящихся надпечаток, зубцовок, способов печати (фотогравюра, глубокая печать, типографика, электромеханическая гравировка, тиснение) и т. д. Поскольку первые почтовые марки были выпущены до перехода на десятичную систему, они существуют как в старых, так и в новых денежных единицах. По мере изменения почтовых тарифов возникала необходимость в новых номиналах: дизайн периодически корректировался, например, использовался плавный переход оттенков фона, менялись зубцовки и т. д. Кроме того, для региональных почтовых марок 1971 года к базовому дизайну были добавлены символы регионов, разработанные Джеффри Мэтьюзом (Jeffery Matthews) [1].
Первоначально марки изготавливались типографией Harrison & Sons способом фотогравюры, при этом рисунки марок высоких номиналов были большего размера и гравировались (глубокая печать) типографией Bradbury Wilkinson and Company. Начиная примерно с 1980 года, чтобы удовлетворить спрос, типографии «House of Questa» и «Waddingtons Security Print» также занялись печатью марок серии «Машен», выпуская свои варианты способом литографии.
Помимо множества номиналов марок обычного размера, для «дорогих» стандартных марок использовались два разных формата. В 1969 году более крупный и квадратный формат использовался для выпуска марок номиналом 2/6, 5/-, 10/- и 1 фунт стерлингов, а в 1970 году он снова использовался для десятичных номиналов 10 пенсов, 20 пенсов и 50 пенсов. (На марке номиналом 1 фунт стерлингов в 1972 году был изменён дизайн надписей, и она была переиздана. Этот вариант обычно считают «десятичным» выпуском, а не «додесятичной» маркой.) В 1977 году более высокий формат портрета использовался для крупных марок номиналом 1, 2 и 5 фунтов стерлингов, а также в разное время между 1983 и 1987 годами для нестандартных номиналов 1,30, 1,33, 1,41, 1,50 и 1,60 фунта стерлингов. Эти номиналы были изъяты из обращения после введения в обращение в 1988 году марок высоких номиналов серии «Замки».
Почтовые марки «Замки» стали первыми за время правления Елизаветы II, на которых использовалась цифра «1». На всех предыдущих марках её правления вместо неё использовалась заглавная латинская буква «I». На всех марках «Машен» по-прежнему используется буква «I», за исключением крупных марок 1-го класса, введенных в обращение в 2006 году.
В 1989 году в качестве обходного пути для решения проблемы быстро меняющихся тарифов на безноминальных марках серии «Машен» были использованы текстовые надписи «1st» и «2nd» для обозначения класса обслуживания вместо числового номинала. В следующем 1990 году была выпущена первая памятная адаптация рисунка Машена с классическим профилем королевы Виктории, прапрабабушки королевы Елизаветы II, работы Уильяма Вайона, изображенным позади и слева от Елизаветы, посвящённая 150-летию почтовых марок Великобритании, а именно — марки номиналом 1 пенни «Черный пенни» 1840 года. Иногда их называют «Двуголовыми Машенами» (Double-Head Machins).
В 1993 году появились как самоклеящиеся почтовые марки, так и эллипсовидная зубцовка внизу по вертикальным сторонам марок «Машен», последнее — в качестве меры защиты.
На марках высоких номиналов использовалась переливающаяся краска под торговой маркой «Ириодин» для придания им блестящего, перламутрового вида и для затруднения их воспроизведения путем фотокопирования.
В феврале 2009 года на самоклеящихся марках «Машен» были усилены элементы защиты, чтобы избежать повторного использования непогашенных прошедших почту марок, снятых с почтовых отправлений. И изображение, и фон были напечатаны методом сплошной переливающейся печати «ROYAL MAIL». На каждой марке были добавлены два эллипсовидных элемента зубцовки, а от водорастворимого слоя между маркой и клеем отказались. Эти два последних элемента защиты были призваны затруднить снятие марок с почтовых отправлений и хранение их для повторного использования (но на самом деле с ними легко справиться, если осторожно использовать острый край ножа). Коллекционерам рекомендуется не пытаться отмачивать такие марки, а сохранять их на вырезках из конверта.
Элементы защиты также включали крохотное изменение фонового текста «ROYAL MAIL», где была заменена одна буква для идентификации источника марки. Например, вместо надписи «ROYAL MAIL» в одном месте в правом верхнем углу марки напечатано «FOYAL MAIL», что указывает на то, что эта марка входит в буклет из четырёх марок. Этот элемент облегчил определение источника отдельной прошедшей почту марки и отслеживание проблем изготовления. Эта кодировка получила дальнейшее развитие в 2010 году, когда был также добавлен код года; например, «M11L» означает, что марка была напечатана в 2011 году. Кодировка источника марок следующая: MBIL — листы для бизнеса (Business Sheets), MCIL — буклеты Custom Retail Books с четырьмя марками «Машен» и двумя специальными или памятными марками, MFIL — буклеты по четыре марки (Books of Four), MPIL — буклеты «престиж» (Prestige Books), MRIL — рулонные марки (Coil Stamps in Rolls), MSIL — буклеты по шесть марок (Books of Six), MTIL — буклеты по 12 марок (Books of Twelve), при этом вообще не содержат исходных кодов почтовые марки «Машен» в листах Counter Sheets, хотя на них имеется кодировка года выпуска.
В 2016 году появился ещё один элемент защиты: на подложке всех самоклеящихся марок «Машен» имелась защитная фоновая печать серого цвета повторяющегося текста «ROYAL MAIL» (существуют 3 типа этой защитной фоновой печати «Security Backing Paper»), что стало ещё одной попыткой предотвратить подделки, которые, по-видимому, представляют собой постоянную проблему.

## Цвета
Самая поразительная особенность почтовых марок серии «Машен» — радуга цветов. Поскольку рисунок всех марок одинаков (или почти одинаков), было крайне важно, чтобы каждый номинал был выполнен в легко различимом цвете. Хуже того, вероятность изменения тарифов означала необходимость использования дополнительных цветов, поскольку ранее выпущенные марки все ещё оставались в обращении и могли появиться на почтовых отправлениях.
Первоначальная палитра из 14 цветов была выбрана после тщательного тестирования. Хотя большинство из них были однотонными, на марках номиналом 1/6 и 1/9 пенсов использовались разные цвета для изображения и для номинала, а на марках номиналом 10 пенсов и 1 шиллинг фон варьировался от более тёмного с левой стороны до более светлого с правой. Тёмно-оливково-коричневый оттенок марки номиналом 4 пенса, чаще всего использовавшейся марки того времени, был лично выбран королевой как доступный цвет, наиболее напоминающий Чёрный пенни. Однако на практике оказалось, что отличить её от темно-синей 5-пенсовой марки сложно, автоматизированное оборудование не всегда могло различать фосфоресцирующие полосы на марках, при этом даже организаторы футбольных тотализаторов жаловались, что дату и время гашения было слишком сложно прочитать. В 1969 году цвет марки номиналом 4 пенса был изменён на киноварный, что в свою очередь потребовало изменения цвета марки номиналом 8 пенсов, которая была перевыпущена в бледно-голубом цвете.
В рамках подготовки к переходу на десятичную систему денежной единицы в 1971 году Главное почтовое ведомство подготовило новую палитру цветов, привлекая Отделение прикладной психологии Кембриджского университета для проверки способностей людей быстро определять цвета. В результате выбор из 25 цветов сократился до 14, используемых для марок с номиналами в десятичной денежной системе.
В 1970-х годах появился третий формат цвета изображения/фона в дополнение к существующим «светлая голова — тёмный фон» и «светлая голова — постепенно меняющийся фон»; новый вариант состоял из головы того же цвета, что и фон, и только затенённые детали выделяли изображение. (В последние годы сочетание светлой головы и тёмного фона стало практически повсеместным.)
С течением лет изменения тарифов потребовали введения новых номиналов, и для того, чтобы сделать доступными цвета, старые марки приходилось изымать из обращения. Например, 11-пенсовая розовая марка 1976 года была изъята из обращения в 1980 году, а в 1983 году этот цвет был повторно использован на марке номиналом 23 пенса. При этом повторно введённая марка обычно не могла вернуть свой прежний цвет: светло-зелёная 17-пенсовая марка 1980 года была изъята из обращения в 1981 году, перевыпущена в синевато-стальном цвете в 1983 году, изъята из обращения в 1986 году и вновь вышла в 1990 году, на этот раз в тёмно-синем цвете.
В 1983 году Обри Уокер (Aubrey Walker) из отдела исследований и разработок Королевской почты предложил фиксированное присвоение цветов тарифам, основываясь на теории, что классы обслуживания меняются гораздо реже, чем тарифы. Это все ещё не решило проблему выявления почтовыми служащими случаев использования старых марок с более низкими номиналами — им пришлось бы читать номинал, а не просто смотреть на цвет марки — поэтому была предложена система «светлых» и «темных» цветов, причём эти два варианта чередовались бы при каждом изменении номинала. Затем к разработке фактических цветов был привлечён художник Джеффри Мэтьюз (Jeffery Matthews), и в 1985 году им было представлено восемь пар, в общей сложности насчитывающих 16 цветов. Идея парного сочетания цветов оказалась нерабочей, но сами цвета были приняты, и в 1988 году Мэтьюз подготовил ещё 15 цветов, поскольку изменение тарифов продолжалось.

## Замена серии «Машен»
Источники в почтовой администрации подтвердили, что замена серии «Машен» предлагалась Почтовым ведомством и его преемником, Королевской почтой, в трёх случаях. Однако впоследствии королева отклоняла предложенные рисунки.
В марте 1981 года, после того как изображение авторства Рафаэля Маклуфа (Raphael Maklouf) было выбрано для размещения на новых монетах, поступило предложение заменить изображение работы Машена к 1983 году, как раз к 30-й годовщине коронации королевы. Рон Диринг (Ron Dearing) из почтового ведомства получил согласие королевы, хотя она и выразила в письме через заместителя личного секретаря, что «Её Величество очень довольна изображением работы Машена и считает, что для его замены требуется по-настоящему качественное произведение».
Под руководством консультанта по дизайну Почтового ведомства Барри Робинсона Джеффри Мэтьюз подготовил альтернативные эссе на основе фотографий королевы, сделанных лордом Сноудоном в марте 1982 года. Мэтьюз использовал множество различных положений головы и плеч — от профиля до анфаса. На основе фотографического изображения и портрета, нарисованного его сыном Рори Мэтьюзом (Rory Matthews) были разработаны эссе с положением анфас. В 1983 году Робинсон заказал новые портреты разным художникам: нарисованный Джоном Сарджентом (John Sargeant), написанный Тимоти Уидборном (Timothy Whidborne) и Брайаном Сандерсом (Brian Sanders), позднее гравированный Чеславом Сланей в 1984 году. Типография «Harrison and Sons» напечатала эти эссе. Однако они не смогли удовлетворить требованиям Консультативной комиссии по почтовым маркам.
В июне 1985 года новая рабочая группа предложила изменить первоначальный рисунок марок серии «Машен». Он был двухцветным (серое изображение на цветном фоне); затем Джеффри Мэтьюз работал над другим положением плеч и шеи для горизонтальных марок. Поскольку Арнольд Машен должен был быть проинформирован о любых изменениях его первоначального рисунка, Барри Робинсон и Джеффри Мэтьюз посетили его 23 октября 1985 года. Машен отверг любые изменения, предложенные кем-либо, кроме себя самого, и не одобрил то, что к нему обратились после окончательного согласования предложенных изменений.
После отказа от всех предложенных изменений в 1980-х годах некоторые из рисунков Джеффри Мэтьюза были использованы позднее: горизонтальный формат был использован для первых самоклеящихся почтовых марок в 1993 году и для марок «более высоких номиналов» в 2006 году.
Ещё одна попытка внести изменения в рисунок была предпринята по случаю 150-летия «Чёрного пенни» в 1990 году. Решение королевы не соглашаться ни на какие изменения быстро положило конец этой попытке.

## Постоянные изменения марок серии «Машен»
Начиная с первых тиражей типографии Харрисона и до наших дней, для коллекционера марок серии «Машен» любого уровня всегда существовало огромное количество материала для изучения. Столь частые смены типографий и способов печати означают, что коллекционирование марок «Машен» остаётся популярным. Как это обычно бывает при приходе новой типографии, например, когда к работе была привлечена фирма «Enschede, Waddington, Questa and Walsall», появляются едва заметные изменения, что приводит к появлению новых разновидностей. Самой последней типографией, получившей существенные контракты на печать марок «Машен», стала фирма «Cartor». При этом «Cartor» предоставила коллекционерам новую линейку типов марок «Машен» в напечатанных ею листах буклетов «престиж» и более поздних малых листов, что позволило ещё больше расширить коллекции.

### Золотой юбилей серии марок «Машен», 2017 г.
5 июня 2017 года серия марок «Машен» отметила 50-летие, или золотой юбилей. Чествуя эту серию, Королевская почта приложила все усилия, чтобы выпустить множество новых марок «Машен» в рамках столь коллекционируемой серии. Были выпущены два малых почтовых блока, при этом одна из марок на втором блоке была напечатана в более крупном формате 1970 года на золотой фольге в 22 карата и снабжена тиснением. К 50-летию серии «Машен» был выпущен буклет «престиж» из пяти листов, один из которых был напечатан на золотой фольге в 22 карата и оттиснут в виде квартблока. В контр-буклете марок 1-го класса «Машен» была фотография Арнольда Машена за работой над созданием изображения «Машен». Была выпущена группа из 6 марок «Машен» типа «Faststamp», причём некоторые из них — додесятичных цветов. Выпущены несколько конвертов первого дня, в том числе конверт со специально изготовленным монетовидным жетоном с изображением марки «Машен» на одной стороне и изображением монеты «Машен» на другой стороне.

### Буклет-панели «престиж»
После появления 16 апреля 1980 года первого марочного буклета «престиж», посвящённого веджвудскому фарфору, была выпущена, начиная с посвящённого Стэнли Гиббонсу выпуска 19 мая 1982 года, серия буклет-панелей «престиж» (Prestige Booklet Panes), состоящих из листа из 9 марок или 8 марок с безноминальной виньеткой в центре. Первоначально буклеты «престиж» состояли из нескольких листов марок «Машен», а также нескольких страниц с описанием и иллюстрациями по теме буклета. Со временем в буклет стали включать памятные марки, посвящённые данной теме. В последние годы марки в буклетах «престиж» содержат в основном памятные выпуски и только один лист марок «Машен». Первоначально им было присвоено обозначение «DX» по системе «Стэнли Гиббонс», а с 2011 года — обозначение «DY». Вот они:
| Обозначение | Описание                                           | Дата             |
| ----------- | -------------------------------------------------- | ---------------- |
| DX1         | Веджвуд £1                                         | 18 апреля 1980   |
| DX2         | Веджвуд £3                                         | 18 апреля 1980   |
| DX3         | Стэнли Гиббонс                                     | 19 мая 1982      |
| DX4         | Королевский монетный двор                          | 14 сентября 1983 |
| DX5         | Христианское наследие                              | 4 сентября 1984  |
| DX6         | The Times                                          | 8 января 1985    |
| DX7         | «Бритиш Рейл»                                      | 18 марта 1986    |
| DX8         | P&O                                                | 3 марта 1987     |
| DX9         | Financial Times                                    | 9 февраля 1988   |
| DX10        | Scots Connection                                   | 20 марта 1989    |
| DX11a       | London Life                                        | 20 марта 1990    |
| DX11b       | «Чёрный пенни»                                     | 6 мая 1990       |
| DX12        | Агата Кристи                                       | 19 марта 1991    |
| DX13        | Уэльс                                              | 25 февраля 1992  |
| DX14        | Толкиен                                            | 27 октября 1992  |
| DX15        | Беатрикс Поттер                                    | 10 августа 1993  |
| DX16        | Северная Ирландия                                  | 26 июля 1994     |
| DX17        | Общество охраны памятников                         | 23 апреля 1995   |
| DX18        | Европейский футбол                                 | 14 мая 1996      |
| DX19        | BBC                                                | 23 сентября 1997 |
| DX20        | Канонический портрет                               | 10 марта 1998    |
| DX21        | Преодоление барьеров                               | 13 октября 1998  |
| DX22a       | Profile on Print (8)                               | 16 февраля 1999  |
| DX22b       | Profile on Print (9)                               | 16 февраля 1999  |
| DX23        | World Changers                                     | 21 сентября 1999 |
| DX24a       | Special by Design(8)                               | 13 февраля 2000  |
| DX24b       | Special by Design(9)                               | 13 февраля 2000  |
| DX25a       | Королева-мать (Машен)                              | 4 августа 2000   |
| DX25b       | Королева-мать (региональный выпуск)                | 4 августа 2000   |
| DX26        | Богатство деревьев                                 | 18 сентября 2000 |
| DX27        | Флаги и знамёна                                    | 23 октября 2001  |
| DX28a       | Золотой юбилей (Машен)                             | 6 февраля 2002   |
| DX28b       | Золотой юбилей (Уайлдинг)                          | 6 февраля 2002   |
| DX29        | Астрономия                                         | 24 сентября 2002 |
| DX30        | Тайна жизни                                        | 25 февраля 2003  |
| DX31        | Коронация                                          | 2 июня 2003      |
| DX32        | Письма за ночь                                     | 16 марта 2004    |
| DX33        | Королевское общество садоводства                   | 25 мая 2004      |
| DX34        | Шарлотта Бронте                                    | 24 февраля 2005  |
| DX35        | Трафальгар                                         | 18 октября 2005  |
| DX36        | Брюнель                                            | 23 февраля 2006  |
| DX37        | Крест ордена Виктории                              | 21 сентября 2006 |
| DX38        | Мир изобретений                                    | 1 марта 2007     |
| DX39        | Машен                                              | 5 июня 2007      |
| DX40        | Форма одежды сухопутных войск                      | 20 сентября 2007 |
| DX41        | Джеймс Бонд                                        | 6 января 2008    |
| DX42        | Форма одежды Королевских ВВС                       | 18 сентября 2008 |
| DX43        | Региональные выпуски                               | 29 сентября 2008 |
| DX44        | Классика дизайна                                   | 13 января 2009   |
| DX45        | Дарвин                                             | 12 февраля 2009  |
| DX46a       | Сокровища архивов                                  | 18 августа 2009  |
| DX46b       | Сокровища архивов                                  | 18 августа 2009  |
| DX47        | Форма одежды Королевских ВМС                       | 17 сентября 2009 |
| DX48a       | Классические обложки альбомов                      | 7 января 2010    |
| DX48b       | Классические обложки альбомов                      | 7 января 2010    |
| DX49        | Королевское общество                               | 25 февраля 2010  |
| DX50a       | Король Георг V                                     | 6 мая 2010       |
| DX50b       | Фестиваль почтовых марок                           | 8 мая 2010       |
| DX51        | Только Британия                                    | 13 мая 2010      |
| DX52        | Всемирный фонд дикой природы                       | 23 апреля 2011   |
| DY1         | Morris & Co                                        | 5 мая 2011       |
| DY2         | Столетие авиапочты                                 | 9 сентября 2011  |
| DY3         | Роулд Дал                                          | 10 января 2012   |
| DY4         | Бриллиантовый юбилей                               | 31 мая 2012      |
| DY5         | Олимпийские игры                                   | 2012             |
| DY6         | Д-р Кто                                            | 26 марта 2013    |
| DY7         | Герои футбола                                      | 9 мая 2013       |
| DY8         | Торговый флот                                      | 19 сентября 2013 |
| DY9         | Локомотивы                                         | 2014             |
| DY10        | Бэкингемский дворец                                | 2014             |
| DY11        | Великая война 1914                                 | 2014             |
| DY12        | Изобретательная Британия                           | 2014             |
| DY13        | Великая война 1915                                 | 2015             |
| DY14        | Ватерлоо                                           | 2015             |
| DY15        | Звёздные войны I                                   | 2015             |
| DY16        | Королевской почте 500 лет                          | 2015             |
| DY17        | 90-летие королевы                                  | 2016             |
| DY18        | Великая война 1916                                 | 2016             |
| DY19        | Беатрикс Поттер II                                 | 2016             |
| DY20        | Виндзорский замок                                  | 2016             |
| DY21        | 50-летие серии «Машен»                             | 2017             |
| DY22        | Великая война 1917                                 | 2017             |
| DY23        | Звёздные войны II                                  | 2017             |
| DY24        | Война престолов                                    | 2018             |
| DY25        | Годовщина Королевских ВВС                          | 2018             |
| DY26        | Великая война 1918                                 | 2018             |
| DY27        | Волшебный мир Гарри Поттера                        | 2018             |
| DY28        | Леонардо да Винчи                                  | 2019             |
| DY29        | Make mine Marvel                                   | 2019             |
| DY30        | Королева Виктория                                  | 2019             |
| DY31        | Звёздные войны — Изготовление транспортных средств | 2019             |
| DY32        | Представление о Вселенной                          | 2020             |
| DY33        | За кадром Джеймса Бонда                            | 2020             |
| DY34        | Окончание Второй мировой войны                     | 2020             |

### Неправильный шрифт
В последние годы все типографии получали техническое задание по печати марок «Машен» от Королевской почты, и Картор должен был получить такое техническое задание. Чтобы снизить риск ошибок, в техническом задании установлены стандарты для каждого элемента марки, включая шрифт, который должен использоваться для обозначения номинала. Стандартным шрифтом, используемым в настоящее время во всей серии «Машен», является шрифт, нарисованный Джеффри Мэтьюзом. Этот ошибочный номинал 5 пенсов, напечатанный шрифтом Гарамонд появился на тёмно-пепельно-розовой марке номиналом 5 пенсов из буклета «Классические обложки альбомов» 7 января 2010 года, а также на марке цвета ржавчины номиналом 54 пенса из того же буклета, хотя с тех пор он был исправлен на всех других тиражах. Фактически произошло то, что цифровое изображение для марки этого номинала отсутствовало в материалах, отправленных Картору листов буклетов DP411 и DP416. Вместо того чтобы запросить его у Королевской почты, типография попыталась подобрать шрифт, аналогичный шрифту Джеффри Мэтьюза, но сделала неправильный выбор (типография выбрала шрифт Гарамонд), хотя буква «P» была правильной. Ошибка не была выявлена на этапе проверки и была обнаружена только после доставки готовых образцов продукции. Чтобы избежать повторения подобных ошибок, была введена «соответствующая процедура». Различия в гарнитурах шрифтов не являются чем-то новым, их можно легко увидеть на первых безноминальных золотых выпусках.

### Печать малых листов
Высококачественные марки «Машен» представлены на марках восьми номиналов малого листа «Цветовая палитра Джеффри Мэтьюза» 2000 года, напечатанного способом глубокой печати компанией «de la Rue», и на одиннадцати марках малого листа «Фестиваль марок» 2010 года, напечатанного литографским способом компанией «Cartor». Оба малых листа отличаются высоким качеством печати и положили начало появлению совершенно новых типов и подтипов марок.

## За рубежом

### Коронные земли
Первые британские почтовые марки серии «Машен» использовались в качестве почтовых марок на коронных землях до обретения ими почтовой независимости: на Гернси и на Джерси до 1969 года и на острове Мэн до 1973 года.
На Гернси в первые годы изображение королевы на памятных марках иногда представляло собой изображение серии «Машен», до того как стала использоваться королевская монограмма (E II R от Elizabeth 2 Regina).

### Гонконг
В британской колонии Гонконг последняя стандартная серия с изображением королевы Елизаветы II представляла собой адаптированную версию британской марки «Машен», хотя изображение Машена было слегка наклонено вперёд. Изображение размещено с правой стороны иллюстрации, чтобы освободить место для названия города китайскими иероглифами. Фон двухцветный. Марки были напечатаны литографским способом компаниями «Enschedé» и «Leigh-Mardon».
Первые марки вышли в июне 1992 года. На многих памятных блоках использовалась марка Гонконга типа «Машен», они были посвящены филателистическим мероприятиям и последним моментам британского правления в колонии, и большинство из них, хотя и не все, были номиналом в 10 гонконгских долларов.
В рамках подготовки к обретению суверенитета Китайской Народной Республики в июле 1997 года серия «Машен» была заменена в январе 1997 года новой стандартной серией с изображением городской панорамы Гонконга.

### Сомалиленд
В апреле 1996 года была сделана надпечатка на однопенсовой почтовой марке Великобритании из серии «Машен», которая в течение нескольких дней была в обращении в Сомалиленде, государстве, которое самопровозгласило независимость от Сомали в 1991 году. Сомалиленд включает в себя территорию, ранее известную как Британский протекторат Сомалиленд.
Из-за недостаточного запаса бумаги британская типография Harrison and Sons не смогла вовремя доставить заказанный для Сомалиленда выпуск почтовых марок. Из-за нехватки почтовых марок было решено сделать надпечатку «REPUBLIC / OF / SOMALILAND / 500 SHILLIN» на 4300 стандартных британских марках номиналом один пенни (1p), имевшихся в наличии у типографии. Надпечатка была сделана в Сомалиленде.
Однако марки были быстро изъяты из обращения и уничтожены. Существует всего около 30 действительно прошедших почту конвертов, причём все они были отправлены туристами, которые в то время оказались в Сомалиленде.

### Канада
7 февраля 2022 года Почта Канады выпустила почтовую марку для внутренней корреспонденции с рисунком Машена в ознаменование Платинового юбилея Елизаветы II. Марка выпущена в буклетах по 10 самоклеящихся марок. Это первый случай, когда рисунок Машена появился на канадской почтовой марке.